# Campo Marte

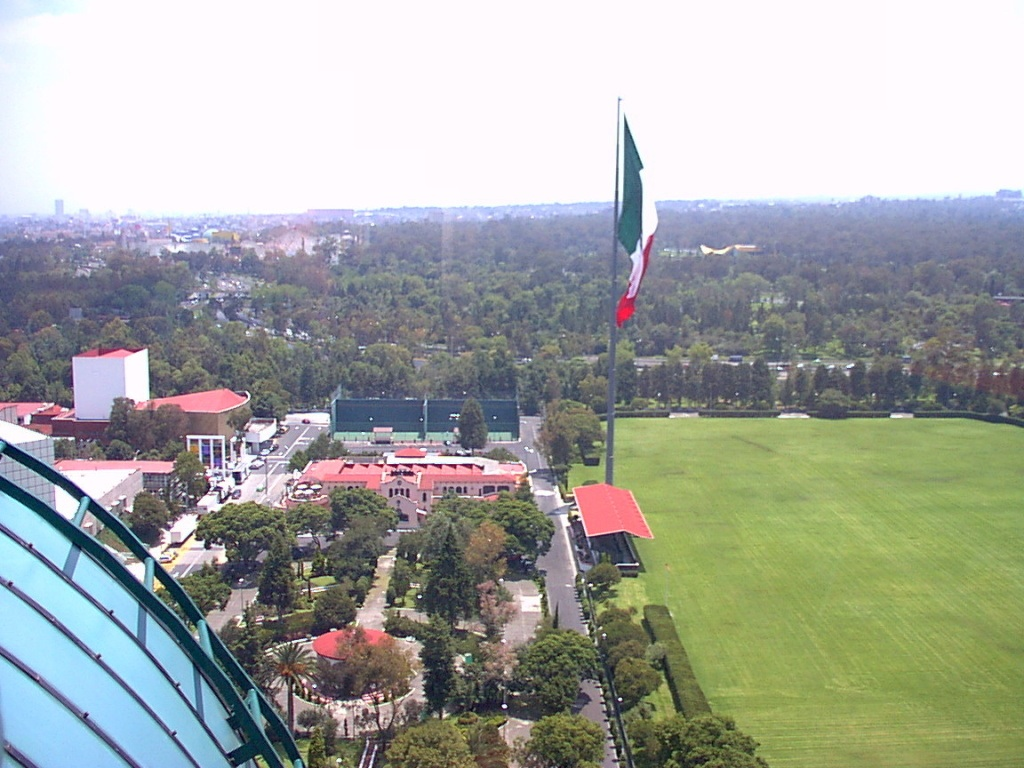
Campo Marte, 2013

Der Campo Marte ist ein Reitsportzentrum in Mexiko-Stadt, das neben dem Chapultepecpark und in der Nähe des Auditorio Nacional liegt. Es handelt sich um ein rechteckiges Feld mit Tribünen an der östlichen und westlichen Seite. Bei den Olympischen Sommerspielen 1968 war es Austragungsort von Wettbewerben im Reiten. Zu diesem Anlass wurden temporäre Tribünen errichtet, so dass das Springreiten 7885 Zuschauer hatte, das Dressurreiten 4990. Unter den permanenten Tribünen befinden sich die Büroräume. Während der Olympischen Spiele wurden zusätzliche Büros im nahe Offizierkasino eingerichtet.